# Аммістамру II
Аммістамру (Амітамру) II (д/н — бл. 1349 до н. е.) — цар міста-держави Угарит близько 1360—1349 років до н. е.

## Життєпис
Походив з Аморейської династії Угаріта. Син царя Нікмепи V. Посів трон близько 1360 року до н. е. Основні відомості містяться в ахарнському архіві (EA 45 і можливо EA 48). Це перші письмові листування, зафіксловані між царем Угаріту і фараоном Єгипту, де яким тоді був Аменхотеп III. З них випливає, що угарітський володар зберігає вірність Єгипту. Водночас звертається по допомогу проти ворогів (ця частина тексту дошкоджена), але вважається, що ними були хетти чи хапіру.
Помер близько 1349 року до н. е. Йому спадкував син Нікмадду II